# Eparchia Shamshabad
Eparchia Shamshabad – eparchia Kościoła katolickiego obrządku syromalabarskiego w Indiach. Została utworzona 10 października 2017. Obejmuje swoim zasięgiem całe terytorium Indii, nie wchodzące w skład pozostałych eparchii Kościoła.

## Biskupi
- Raphael Thattil (2017–2024)
- Antony Prince Panengaden (od 2024)